# Imprenta Nacional de Colombia
La Imprenta Nacional de Colombia es una entidad vinculada al Ministerio del Interior de Colombia. Sus funciones son dirigir, editar, imprimir, divulgar y comercializar el Diario Oficial, de acuerdo con las disposiciones legales vigentes. La Imprenta también debe editar y publicar la Gaceta del Congreso, la Gaceta Judicial, la Gaceta Constitucional y demás publicaciones de la Rama Judicial.

## Historia
Durante los primeros días de la Independencia el Gobierno realizaba los trabajos de carácter oficial y legislativo con imprentas improvisadas y deficientes.
En 1812 existían en Bogotá dos imprentas adquiridas en los Estados Unidos para Cundinamarca; una, llamada hasta 1881 "Imprenta del Estado" que después de la Batalla de Boyacá se llamó "Imprenta del Gobierno", y  otra llamada "El Sol", que posteriormente pasó a ser propiedad del sabio Caldas.
El Gobierno contó con una verdadera imprenta oficial a partir del 18 de mayo de 1894 cuando, en la presidencia de Miguel Antonio Caro, se adquirió la que entonces era la mejor imprenta de Bogotá: la de "Echavarría Hermanos", en cuyas instalaciones se organizó definitivamente la Imprenta Nacional. Se emitió entonces el Decreto Ejecutivo número 504 que la dejaba bajo la dependencia del Ministerio de Gobierno.
La presencia de la Imprenta Nacional está estrechamente vinculada a los momentos cruciales y decisivos de la historia del país, siendo testigo de excepción de la gestión de gobernantes y dirigentes, en cumplimiento de su principal misión: garantizar la fidelidad jurídica y administrativa, mediante la reproducción y la divulgación de las normas oficiales impresas en el Diario Oficial de Colombia, para la conservación de la memoria del Estado de generación en generación. 
Una de las transformaciones más importantes para configurar la estructura y dotación de la Imprenta Nacional se debe a los decretos emitidos por el Gobierno en abril y junio de 1952. En virtud de esos decretos, con la Imprenta Nacional se fusionaron las imprentas del Ministerio de Educación Nacional, Contraloría General de la República, Universidad Nacional y Ferrocarriles Nacionales de Colombia.
En 1994, con motivo del centenario de su creación, se expidió durante el gobierno de César Gaviria Trujillo la Ley 109 con la que se hacía realidad una vieja aspiración: convertir la Imprenta Nacional en una empresa industrial y comercial del Estado vinculada al Ministerio de Justicia, lo cual le garantiza ingresos por sus actividades industriales y comerciales, recursos que se pueden destinar a la realización de planes de modernización, renovación técnica, investigación y capacitación del personal, objetivos en los que actualmente se encuentra empeñada.

## Diario Oficial de Colombia
El Diario Oficial de Colombia es el Diario Oficial del Gobierno de Colombia. Éste contiene las leyes, decretos, actos, y los documentos más pertinentes y anuncios públicos del Presidente, el Congreso y las agencias gubernamentales de Colombia. Esta publicación se imprime a diario (excepto los días feriados en Colombia).
El Diario Oficial fue creado mediante el Decreto del 28 de abril de 1864. por el aquel entonces presidente Manuel Murillo Toro; la primera publicación salió a la luz el 30 de abril del mismo año, y publicó la información legislativa del día anterior. Es así que El 30 de abril de 2014 se cumplieron 150 años desde la primera publicación del Diario.

## Líneas de negocio de la Imprenta Nacional De Colombia
Agencia de publicidad InsightLa cual se está desarrollando en casa con soporte de aliados estratégicos y personal experto. También desarrolla de estrategias de comunicaciones y de marca, creatividad campañas de publicidad ATL y BTL, medios y digital, producción audiovisual, radio e identidad corporativa. Incluye el siguiente portafolio de servicios:
Estrategia de medios en líneaEntendemos las necesidades del mercado digital. Tenemos unos excelentes aliados estratégicos para mejorar sus negocios de business y e- commerce. Especialistas en contenidos digitales, SEM, SEO, SMM y todas las tácticas para ser exitoso en línea.
Central de Mediosla ejecución de pautas en los diferentes medios de comunicación ATL y digital, es desarrollada en conjunto con centrales de medios de alto poder de negociación y con los medios directamente; asegurando la optimización de los recursos de los clientes.
Diario Oficiales la publicación que dio comienzo al periodismo diario en Colombia, con la aparición de su primer número el 30 de abril de 1864.Como documento histórico recoge día a día el discurrir legal de la nación. Desde entonces, son muchos los aportes que el Diario Oficial le ha hecho al país, pues en él ha quedado registrada la historia jurídica de la nación.
Diario Oficial InteractivoEs el acceso por Internet al Diario Oficial , con motores de búsqueda por temas, entidades y clasificación de normas de 1864 a la fecha.
Material promocional POPVenta y desarrollo de material promocional y punto de venta para ayudar a posicionar estrategias de marca a los clientes de la Imprenta Nacional de Colombia.
Seguridad JurídicaLa Imprenta Nacional de Colombia, es la garante de la seguridad jurídica del estado (Ley 109 de 1994). Aquí reposa la base de datos más grande del país contenida de todos los actos legislativos, leyes y decretos de carácter general desde 1864 hasta la fecha, con análisis de concordancia expresa, concordancias y afectaciones jurisprudenciales. Esta base de datos es una excelente fuente de información tanto por sus contenidos como por su agilidad en la consulta.
Sello EditorialDesarrollo y coedición de contenidos, tienda virtual para registro, comercialización, publicación y gestión de clientes, disposición de contenidos de carácter jurídico, educativo y general al alcance de todos.
Sello Editorial incluye: 
NormogramasEs una herramienta de consulta legal obligatoria para las entidades públicas que integra la legislación que la rige y la legislación que la rige y la legislación general que debe tener en cuenta en la ejecución de las funciones, además de la jurisprudencia y la doctrina concordante.
Decretos únicos ReglamentariosSu objetivo es propender por la coherencia del ordenamiento jurídico, así como evitar problemas de interpretación y aplicación de los preceptos normativos que se proyectan frente a las disposiciones vigentes.
Obra EditorialDiseño, diagramación, revisión, corrección e impresión de productos editoriales: libros, agendas, folletos, papelería administrativa, publicidad comercial, periódicos y revistas, entre otros.

## Museo de Artes Gráficas
El Museo de Artes Gráficas de la Imprenta Nacional de Colombia fue fundado por Tarcisio Higuera Barrera el 30 de abril de 1964 con motivo del centenario del Diario Oficial. Las tareas principales del Museo son enriquecer, mantener, documentar y promover a los diversos tipos de público el patrimonio que permitió el desarrollo de las Artes Gráficas en Colombia.
La colección permanente del Museo exhibe diversos tipos de maquinaria utilizadas para el oficio de impresión, desde la xilografía, pasando por la tipografía mecánica y manual, llegando hasta el offset, por ejemplo, hay una réplica de la Imprenta Patriótica, así como varias prensas Washington de R.Hoe & Company, e inclusive una máquina Compugraphic. Vale apuntar que muchas de estas máquinas fueron utilizadas en la misma Imprenta Nacional y muchos de los operarios siguen trabajando en esta empresa. La colección permanente también incluye una colección de más de 200 piedras litográficas, así como libros y publicaciones de la primera imprenta de Bogotá (como el "Septenario al Corazón Doloroso de María Santísima" 1738), además de billetes, estampillas y otras curiosidades del oficio del impresor. Sin duda la pieza que mejor resume el contenido del Museo es el "Mural de las artes gráficas" del Maestro Luis Alberto Acuña donde en ocho paneles se muestra la historia desde la Cueva de Altamira, pasando por Gutenberg y finalizando con los personajes más influyentes en Colombia en el oficio de las artes gráficas.
La instalación del Museo fue en un principio provisional; sin embargo, al notar la gran acogida de esta iniciativa se construyó, en la antigua sede de la Imprenta Nacional, el primer salón colonial, llamado "Antonio Espinosa de los Monteros", en homenaje al fundador y primer director de la Imprenta Real. Otro de los salones fue denominado "Litografía Nacional", y se comunicaba con el anterior por un hermoso arco de columnas monolíticas, heredadas del antiguo Palacio de San Carlos. En su interior, sobre elegantes muebles rústicos, reposaban más de 200 piezas litográficas alemanas que pertenecieron a la Litografía Nacional y en las que quedó, con arabescos y grabado para la posteridad, medio siglo de la vida nacional correspondiente a la época más cruenta de los enfrentamientos civiles entre compatriotas.
La tercera y más amplia sala correspondía al salón "Carlos López de Narváez", llamada así en homenaje al insigne poeta, catedrático y escritor colombiano quien donó varias obras al Museo. En ella se encontraba el enorme mural de óleo sobre madera realizado en 1973 por el Maestro Luis Alberto Acuña, donde se representan diferentes momentos de la evolución gráfica.
Hoy en día el Museo se encuentra en la nueva sede de la Imprenta Nacional que cuenta con instalaciones modernas, donde el visitante puede recorrer en un espacio amplio y tranquilo una singular parte de la historia de Colombia.
Este museo es el único dedicado a las artes gráficas de que se tenga noticia a nivel nacional.

## Redes sociales
Imprenta Nacional de Colombia
- Facebook
- Twitter
- Instagram : imprentanalcol
- YouTube: imprentanal

Museo de Artes Gráficas
- Facebook
- Twitter
- Instagram: museodeartesgrfcs

- Datos: Q6975050